# 머피 브라운
《머피 브라운》(영어: Murphy Brown)는 1988년부터 1998년까지 CBS에서 방영한 시트콤이다.
2008년부터 재연을 모색해왔으며, 2018년 시즌 11의 새로운 회차가 방영되었다. 시즌 11은 평론가들로부터 엇갈린 평가를 받았으나 주인공 캔디스 버건의 연기는 호평을 얻었으며, 버건은 2018년 제76회 골든 글로브상 뮤지컬·코미디 시리즈 부문 여우주연상 후보에 지명되었다.

## 캐스트
- 캔디스 버건 - 머피 브라운
- 페이스 포드
- 릴리 톰린
- 로버트 파스토렐리